# سامي غوستافسون
سامي غوستافسون هو لاعب هوكي الجليد سويدي، ولد في 17 أكتوبر 1988 في السويد.

## وصلات خارجية
- سامي غوستافسون على موقع EliteProspects.com (الإنجليزية)
- سامي غوستافسون على موقع HockeyDB.com (الإنجليزية)